# アゼスタ (神奈川県)
アゼスタ株式会社（英：Axesta Inc.）は、神奈川県座間市に本社を置く自動車用チューニングパーツメーカー。

## 概要
かつて東名パワードの代表取締役社長を務めた佐々木章らが創業した企業。主要ブランド名は「リアルスピードエンジニアリング（Real Speed Engineering、R.S.E.）」。
アメリカ合衆国に本社を置くTomei Powered USA Inc.の株式を100%所有しており、Tomei Powered USAとして「TOMEI」のブランド名でパーツを販売している。日本・アジア・オーストラリアでは「R.S.E.」のブランド名、その他の北米・中南米・ヨーロッパ・アフリカ諸国に向けては「TOMEI」のブランド名で商品を販売しているが、日本の同名ブランドのメーカーとは別会社であり製品や技術は異なる。
アメリカ合衆国では「TOMEI」ブランドは、高品質なパーツとチューニングを提供するブランドとの評価を受けているが、日本のメーカーと混同された評価である。。

## 歴史
佐々木は1987年に前身の東名自動車株式会社に入社し、様々なパーツの開発に携わり2003年からは代表取締役社長となった。
佐々木とともに創業に携わった三原栄司は、1994年に株式会社東名パワードに入社し、入社当時より佐々木に認められ、様々な職種を経験し、2006年初頭に社内で提案した海外戦略が社内で認められ、同年10月に単身でアメリカ合衆国に渡って現地法人を運営開始した。
佐々木は車検や規制などの制約から日本でのレーシング部品開発に限界を感じ、三原を含む社内の同志とともに2014年2月に東名パワードを退社して東京都町田市にアゼスタ株式会社を設立、Tomei Powered USAの全株式を取得して独自の部品開発を開始した。
2023年には神奈川県座間市に技術開発研究設備や倉庫などを備えた新社屋を新築して移転。